# Espárrago Rock
L'Espárrago Rock est un festival de rock organisé pendant 15 ans dans différents lieux d'Andalousie, en Espagne. Il s'agit du premier festival de rock de grande envergure en Espagne, devenu l'un des plus importants du pays et d'Europe. En plus du rock, le festival incluait également d'autres types de musique tels que la musique indépendante, la pop, le flamenco et la musique électronique.

## Histoire
Le grand succès du festival, qui attirait chaque année des milliers de personnes non seulement d'Andalousie mais aussi de toute l'Espagne, conduit les organisateurs à décider de le déplacer dans la capitale, Grenade. Le lieu choisi pour le festival est la Feria de Muestras de Granada-Armilla (IFAGRA), qui dispose de l'infrastructure nécessaire pour accueillir un maximum de 15 000 visiteurs.
À partir de sa sixième édition, l'Espárrago s'internationalise en accueillant des groupes tels que Sonic Youth et Terrorvision (en). En 1996, le festival réussit à attirer plus de 20 000 visiteurs et, à la fin des années 1990, il est considéré comme un événement d'importance européenne, au même titre que des festivals ayant une longue tradition tels que Reading ou Glastonbury. En 1999, le festival change de nouveau de lieu et se tient sur le circuit de vitesse de Jerez de la Frontera, où sa première édition attire plus de 15 000 visiteurs.
L'édition suivante, organisée en mars 2000, est annulée dès le premier jour en raison du mauvais temps qui empêche les groupes tels que le Cranberries, qui auraient dû être les têtes d'affiche à cette occasion, de se produire. Après avoir déménagé de Grenade à Jerez, la ville de Huétor Tájar reprend le flambeau avec la sixième édition de la Fiesta del Espárrago Verde, le nom de la fête historique, qui est célébrée par des concerts et diverses activités parallèles. La dernière édition est organisée en 2003.